# ウラジオストク巡洋艦隊
ウラジオストク巡洋艦隊（ウラジオストクじゅんようかんたい、ロシア語: Владивостокский отряд крейсеров ヴラヂヴァストークスキイ・アトリャート・クリイスィローフ)は、ロシア帝国の極東・太平洋方面における戦術的艦隊合同である。ウラジオストクに根拠地を置いたロシア帝国海軍バルト艦隊の分遣隊のひとつで、一等巡洋艦4隻（装甲巡洋艦3隻と防護巡洋艦1隻）と補助巡洋艦1隻を主力として編成された。一般に、ウラジオストク艦隊（Владивостокский отряд）とも呼ばれる。日本では浦塩艦隊（うらじおかんたい）とも呼ばれた。1903年に編成され、1906年に解隊した。

## 戦力構想
ウラジオストクに根拠地を置く独立巡洋艦隊の構想は、1901年3月に始められた。編成は、バルト艦隊太平洋艦隊所属の1等装甲巡洋艦「リューリク」と「アドミラール・ナヒーモフ」、1等防護巡洋艦「ヴァリャーク」、「アスコーリト」などの組み合わせが検討されたが、最終的に「リューリク」とその発展形の艦が極東に配備されることから、その3隻で分遣隊を構成することが決定された。編入予定艦はバルト海から回航され、1903年4月17日には旅順（ポルト＝アルトゥール）に到着した。
1903年時点でのロシアの太平洋艦隊構想は、旅順に根拠地を置く主力艦隊と、ウラジオストクに根拠地を置く別働艦隊のふたつを柱としたものであった。具体的には、太平洋艦隊主力は旅順を根拠地とする第1・2装甲艦隊（戦艦部隊）、長距離偵察艦（1等防護巡洋艦）および短距離偵察艦（2等防護巡洋艦）、第1水雷艇隊（駆逐艦部隊）および防備部隊からなる「戦闘部隊」と定義され、一方ウラジオストクを根拠地とするのは巡洋艦分遣隊と港湾防備部隊、ならびに補助艦艇（輸送艦）からなるグループとされた。
1901年から1903年に構想された巡洋艦隊は、その主力となる巡洋艦が元来通商破壊のための単独行動を視野に入れて設計されていたことが大きな根拠となっていた。

## 分遣隊の編成

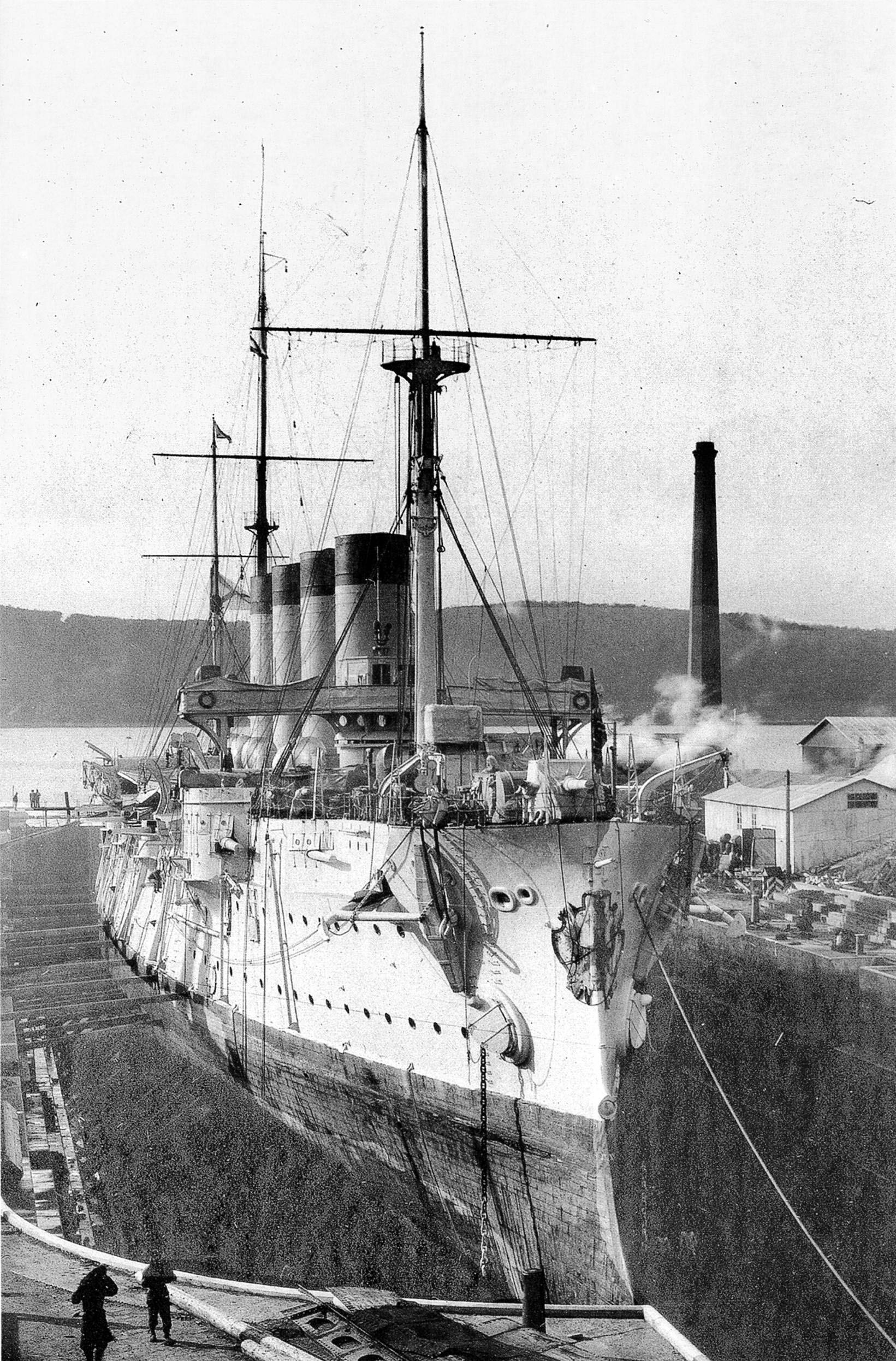
ウラジオストク巡洋艦隊旗艦の装甲巡洋艦「ロシア」。

ウラジオストク巡洋艦隊は、1903年6月7日に旅順で公式に編成された。艦隊編成に際し、「海上からのウラジオストク防備」、「日本海軍艦隊戦力の一部を太平洋艦隊主力の駐留する旅順から逸らすこと」、「洋上通商破壊の遂行」が任務として与えられた。
艦隊は太平洋艦隊第1司令官補将官旗を掲げた1等装甲巡洋艦「ロシア」を旗艦に、1等装甲巡洋艦「グロモボーイ」、「リューリク」、1等防護巡洋艦「ボガトィーリ」から編成された。旗艦の「ロシア」は、太平洋艦隊第1司令官補であった海軍少将エヴァルト・フォン・スタケリベルク男爵が坐乗した。
これらに加えて、ウラジオストク防備部隊には同港にあった義勇艦隊所属の蒸気船「ヘルソーン」と「モスクワ」も編入されることが予定されていた。また、航洋砲艦「コレーエツ」、「マンジュール」、「ボーブル」、「シヴーチ」が「要塞補助」として配備され、機雷敷設艦「アレウート」が機雷敷設のため、輸送艦「カムチャダール」と「ヤクート」が港湾防備のため、航洋水雷艇である第201号水雷艇、第202号水雷艇、第209号水雷艇と6隻の沿岸水雷艇が港湾の防備と機雷敷設のため配備されることになっていた。
7月から8月にかけて、「リューリク」と2等防護巡洋艦「ボヤーリン」の先導によりさらに7隻の航洋水雷艇がウラジオストクへ到着した。しかし、砲艦と蒸気船「モスクワ」はウラジオストクへ来なかった。「モスクワ」はのちに「スモレンスク」と称された高速蒸気船で、義勇艦隊が所有したクルーザーの中では最速の20knの速力を誇っていた。この艦の欠如は、艦隊の行動力へ大きく影響を及ぼした。「ヘルソーン」も本来19.5 knの速力を持っていたが、ボイラー不調によりこの速力の発揮は見込めず、従って実戦への投入は限定的なることが予想された。

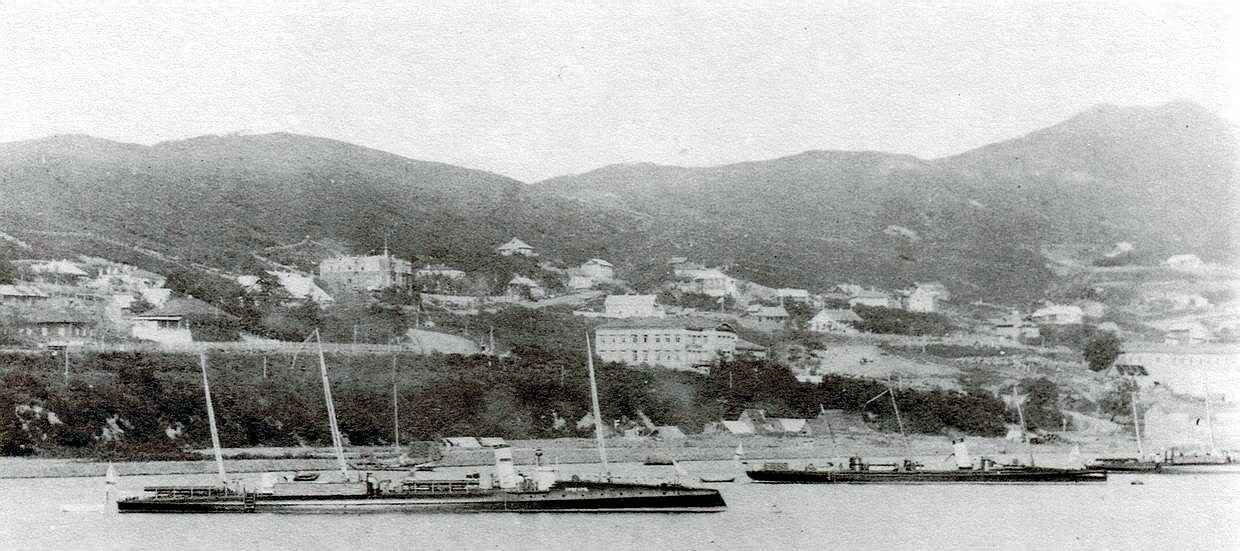
ウラジオストク港の水雷艇。

1903年9月には、母港を旅順からウラジオストクへ移した。そこでは、すでに同港にあった10隻の水雷艇と補助巡洋艦「レーナ」（蒸気船「ヘルソーン」から改名された）がウラジオストク巡洋艦隊に編入された。こうして、ウラジオストク巡洋艦隊の戦力は総勢装甲巡洋艦が新旧3隻、新型の防護巡洋艦が1隻、戦力としては不安のある補助巡洋艦が1隻、長距離航海は困難な水雷艇が10隻となった。事実上、戦術的に有効な戦力として見込めるのは3隻の装甲巡洋艦と防護巡洋艦1隻だけであった。航洋砲艦は清の各地に派遣されており、開戦時に全ての艦が合流を断念した。
ロシアと大日本帝国との関係は日に日に悪化しており、ウラジオストク巡洋艦隊は来るべき開戦に備え、朝鮮海峡にて訓練を積んだ。

## 軍事行動

### 緒戦

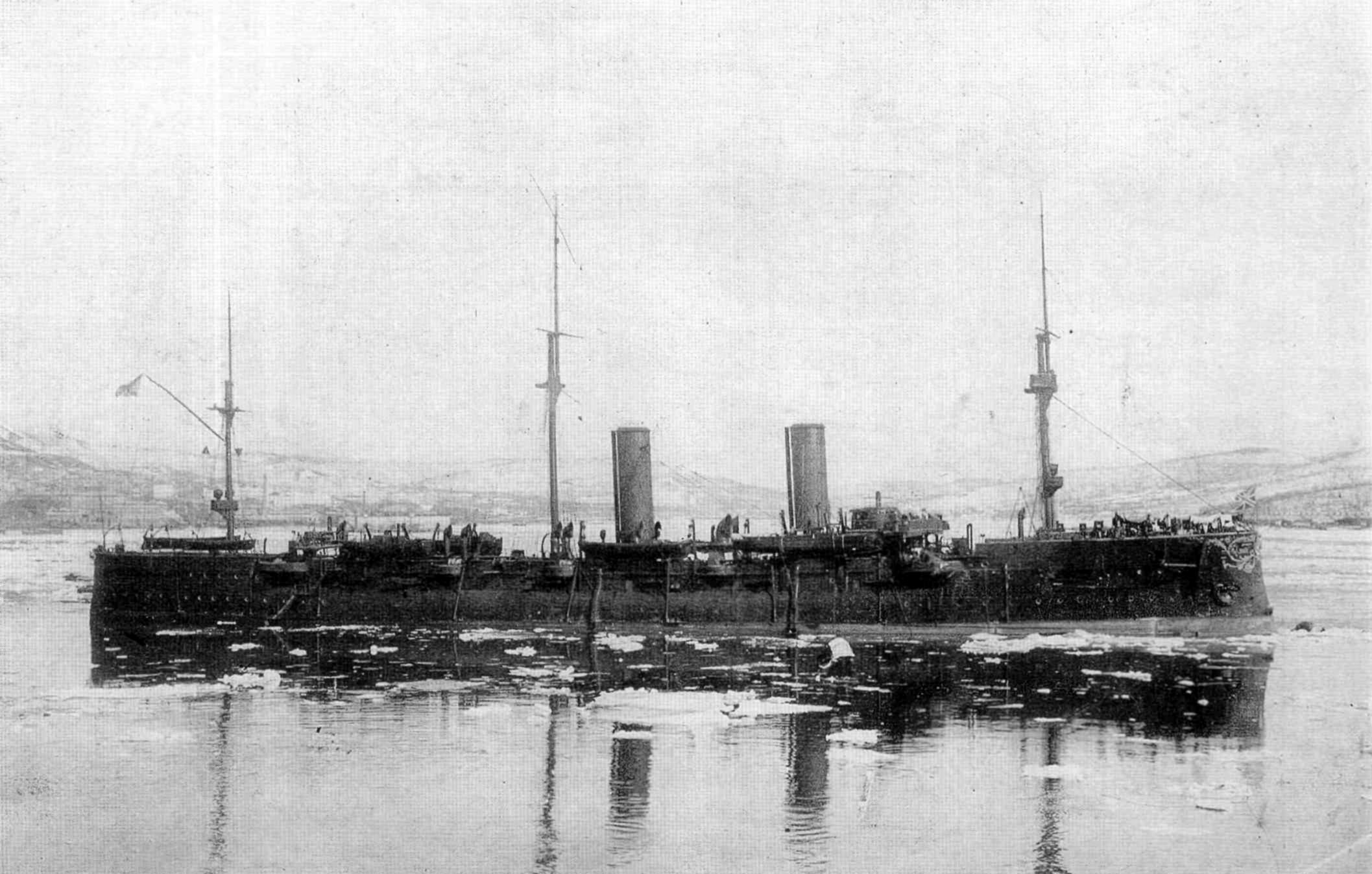
1904年2月から3月の間に撮影された、氷の間に浮かぶ装甲巡洋艦リューリク

最初の軍事作戦は、1904年1月31日（1月18日）に開始された。2月8日には日本艦隊の旅順奇襲により日露戦争が開始された。ウラジオストク巡洋艦隊は、それまでの艦体を白く煙突を黄色に塗装した「平時塗色」から、カモフラージュとなる青みがかったオリーブの戦時色に塗り替えた。2月9日（1月27日）に開戦の報告が届くと、ニコライ・レイツェンシュテイン海軍大佐が指揮する「ロシア」、「グロモボーイ」、「リューリク」、「ボガトィーリ」が砕氷艦の助けを借りてウラジオストクから出撃した。作戦の目的は日本艦隊を旅順と同港のロシア艦隊主力から逸らすことであった。しかし、艦隊主力との通信が攪乱を受けたため、巡洋艦艦隊はその後の任務を単独で遂行することになった。かねてよりの計画通り朝鮮半島と日本列島との間の日本の海上交通路上で活発な通商破壊戦を展開した。出撃後艦隊は津軽海峡へ向かい、2月11日に「奈古浦丸」（1084トン）を沈め「全勝丸」（325または323トン）を撃破して2月14日に帰還した。この出撃の際「ボガトィーリ」は激しい時化に遭い、重大な損傷を受けて半月以上を修理に費やした。
日本側は第一艦隊と第二艦隊が旅順艦隊攻撃に向かい、第三艦隊がウラジオストク艦隊に備えていたが、朝鮮海峡の防護を固めるのみで即応はしてこなかった。

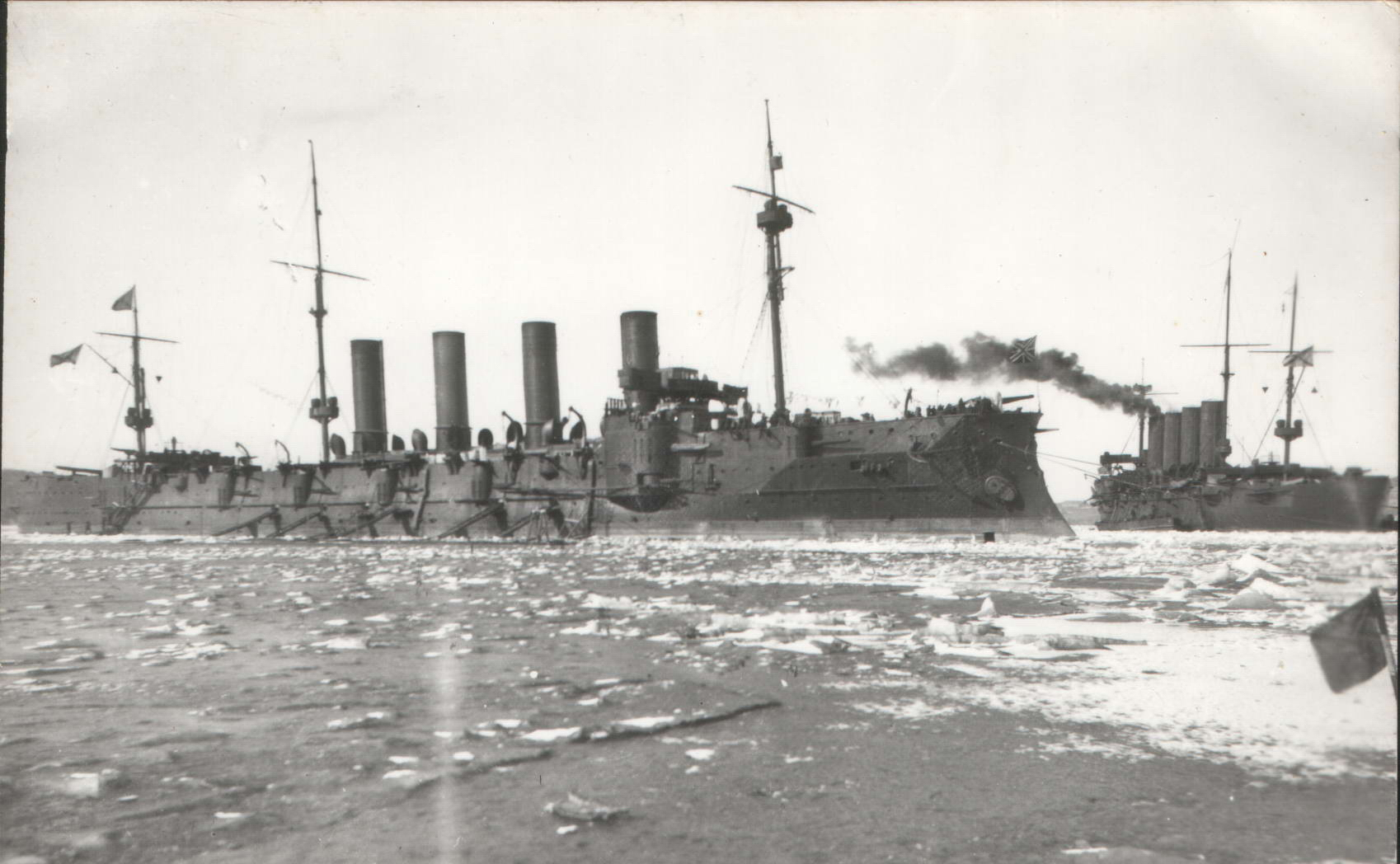
左は装甲巡洋艦グロモボーイ、右は旗艦のロシア

3月10日（2月24日）には、ステパン・マカロフ第1太平洋艦隊司令官よりカールル・イェッセン海軍少将が艦隊長官に任命された。
日本側は旅順艦隊にある程度の打撃を与えていたことから上村彦之丞中将率いる第二艦隊第二戦隊（装甲巡洋艦「出雲」、「八雲」、「吾妻」、「磐手」、「浅間」、1隻は残留）と防護巡洋艦「笠置」、「吉野」を旅順から離し、3月19日?（3月6日）にウラジオストク要塞を威嚇砲撃した。しかしロシア側は応戦すらせず日本側にも攻め手が無かったため上村は旅順に戻った。
4月21日（4月8日）から27日（14日）にかけて、4隻の巡洋艦は水雷艇2隻を伴って朝鮮半島近海の日本の海上交通水域において急襲作戦を遂行した。しかし、日本艦隊との遭遇のリスクを考慮し、「リューリク」は除外されることになった。「リューリク」は、わずか17knの速力しか保証できなかったためである。「リューリク」の代わりに、2隻の水雷艇が巡洋艦隊に同行した。この出撃はイェッセンが指揮した。ウラジオストク巡洋艦隊は、無線機の沈黙と濃い霧のお蔭でわずかな小型蒸気船を除いて日本艦隊の目を逃れることに成功。まず、4月25日に元山港にいた「五洋丸」（601トン）水雷艇で臨検、乗組員を退去させた上で撃沈。また、この日「萩ノ浦丸」（219トン）または「荻の浦丸」（290トン）を撃沈した。4月26日、今度は新浦沖で元山守備隊を乗せていた陸軍運送船「金州丸」（3853トン）を臨検、捕虜を収容し撃沈したが、無線傍受により日本艦隊接近が判明したため、ウラジオストクへ引き揚げた。艦隊は4月27日または4月29日にウラジオストクへ帰投した。
その時は上村がちょうど第二艦隊第二戦隊（「出雲」、「常磐」、「春日」、「吾妻」、「磐手」）第四戦隊（「浪速」、「高千穂、「対馬」、「新高」）を率いウラジオストク艦隊に対する攻撃を企図しており、「金州丸」も付属していたうちの1隻であった。マカロフ中将を戦死させたことにより敵の出動は直ちに無いと踏んでいたためである。しかし4月26日は濃霧で、「金州丸」と一旦離れた隙をつかれる格好となったのである。「霧こそ信頼できる我らが同盟者である。」定期電信はイェッセン提督の言葉を打電した。

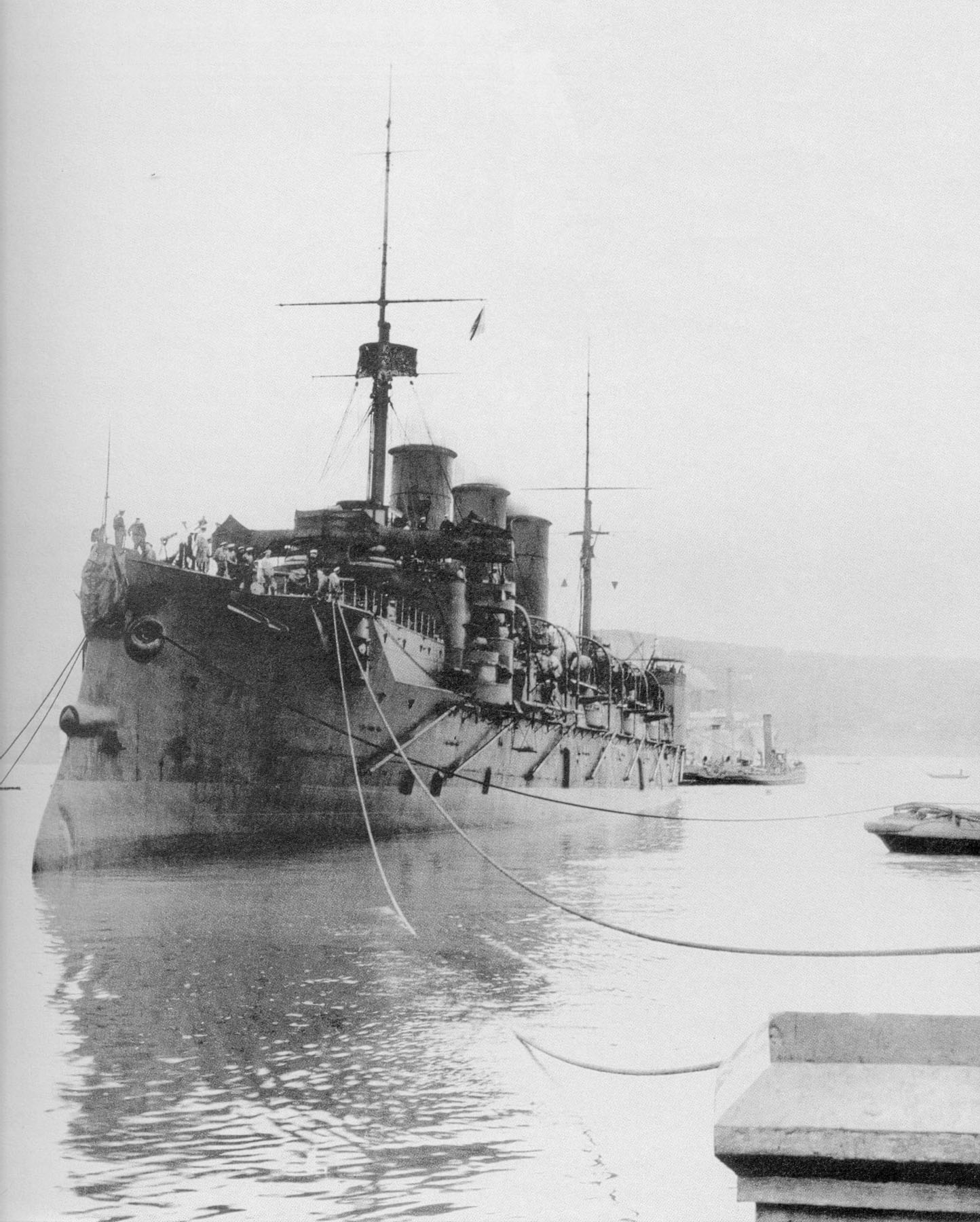
1905年に撮影された修理後の防護巡洋艦「ボガトィーリ」。

しかしながらロシア艦隊を助けた霧に対しては細心の警戒が必要であった。5月15日（5月2日）、霧中を10 knで進んでいたボガトィーリは航路を誤り、危険海域に踏み入れた。そして、アムール湾のブリューサ岬において岩礁に衝突、艦体に破孔が生じ、着底した。これが、艦隊にとって最初の戦力損失となった。結局、この艦は終戦まで修理を終えることができなかった。
陸軍に対する補給を海上輸送に頼らなければならなかった日本にとってこの出来事は座視できないものであり、朝鮮海峡の警備を戦闘力の低い第三艦隊から準主力たる第二艦隊へ変えた。圧倒的戦力を誇る日本艦隊の攻撃目標を、旅順の主力艦隊から自らの方へ逸らすというウラジオストク巡洋艦隊の目標はここに達成されたのである。

### 一時的な戦力喪失
ロシア海軍はバルト海の艦艇で第二太平洋艦隊（日本での通称・バルチック艦隊）を編成する一方、既存の太平洋艦隊を第一太平洋艦隊として、新たにピョートル・ベゾブラーゾフ中将を第一太平洋艦隊司令官に任命した。すでに旅順には入れる状況ではなく、ベゾブラーゾフはウラジオストクに入った。
6月12日（5月31日）にベゾブラーゾフは自ら「ロシア」、「グロモボーイ」、「リューリク」を率いて出撃し朝鮮海峡へ向かった（イェッセンはウラジオストクに残った「ボガトィーリ」に将官旗を掲げた）。
6月15日、筑前沖で陸軍運送船和泉丸（3229トン）を撃沈。続いて近衛後備歩兵第一連隊などを載せた「常陸丸」（6175トン）と第二築城団司令部、攻城砲兵司令部などを載せた「佐渡丸」（6226または6626トン）を発見し攻撃し、「常陸丸」を沈めた（常陸丸事件）。佐渡丸も損傷させ停船させたが、艦隊は魚雷を打ち込んで去り「佐渡丸」は沈没を免れ長崎にたどり着いている。この後北に向かった艦隊は6月16日に舞鶴沖でイギリス船「アラントン」（4242または4253トン）を拿捕し19日または20日にウラジオストクに帰投した。またこの時期水雷艇も活動しており、6月16日に奥尻島沖で帆船「安静丸」（105トン）と「八幡丸」（136トン）を、17日に「清栄丸」（66トン）を沈め、19日に「博通丸」（69または111トン）を拿捕した。
7月17日、「ロシア」、「グロモボーイ」、「リューリク」が今度はイェッセンに率いられて出撃した。7月20日に津軽海峡を通って太平洋に出ると、同日汽船「高島丸」（318トン）、帆船「喜宝丸」（140トン）と「第二北生丸」（91トン）を沈め、イギリス船「サマーラ」と「共同運輸丸」を臨検した。艦隊は南下して7月22日にドイツ貨物船「アラビア」（2863トン）を拿捕。7月24日には伊豆半島沖に達し、イギリス汽船「ナイト・コマンダー」（4306トン）を沈めた。この船は日本向けの鉄道資材を積んでいた。この後艦隊は反転し、同日中にさらに帆船「自在丸」（199トン）と「福就丸」（130トン）を沈め、イギリス船「図南」を臨検した。翌日にはドイツ汽船テア（1613トン）を沈め、イギリス汽船「カルカス」（6748トン）を拿捕した。この後艦隊は7月30日に津軽海峡を通って8月1日にウラジオストクに帰投した。
1904年8月12日には、2日前に旅順艦隊がウラジオストクを目指し旅順を出港したという情報が寄せられた。ウラジオストク巡洋艦隊はその支援のためイェッセンが指揮する巡洋艦3隻、水雷艇3隻からなる分遣隊を編成し、ウラジオストクを出港した。旅順艦隊は出港同日に敗れ出撃すべきでは無かったが、当時の通信技術では不足で連絡が遅れたのである。8月14日には、蔚山沖で上村中将指揮下の第2艦隊と遭遇し戦闘となった（蔚山沖海戦）。ウラジオストク巡洋艦隊の士官と水兵たちは戦闘において非凡な技量と剛毅を示し、精度の高い射撃により日本側に損傷を与えたが、通商破壊を重視した3隻の装甲巡洋艦と対艦戦闘を重視した4隻の装甲巡洋艦という質と量の差を覆すことはできなかった。ウラジオストク艦隊の巡洋艦は攻防共に優れる砲塔を備えた艦ではなかったのである。「リューリク」は撃沈され、「ロシア」、「グロモボーイ」は重度の損傷を負い半年以上の修理が必要となった。これに対し日本側は多少の修理・補給のみで海峡警備に戻っていた。

### 戦争後半

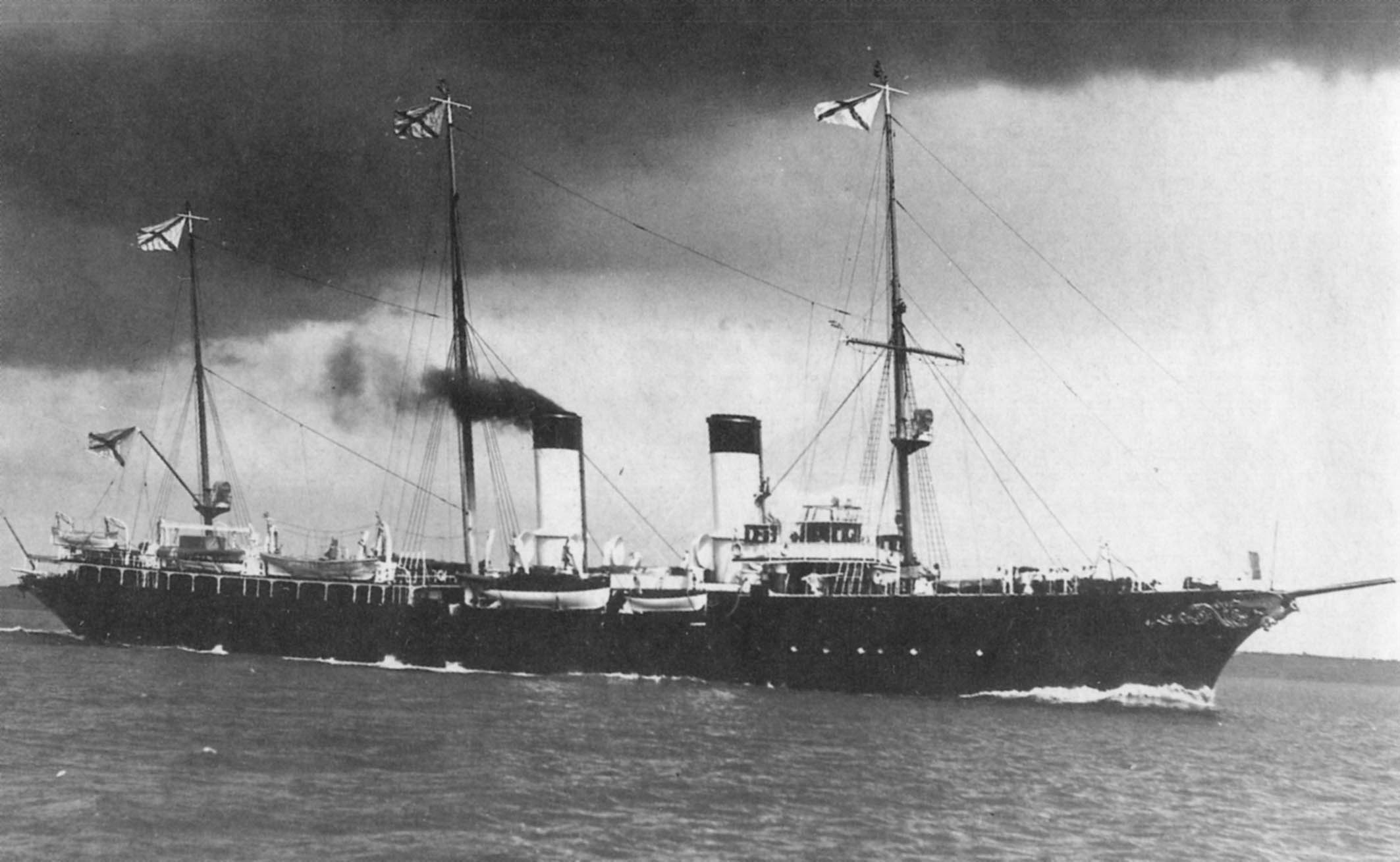
日本海海戦を生き残り、ウラジオストク巡洋艦隊に合流した巡洋艦「アルマース」。

その後、ウラジオストク巡洋艦隊は戦闘練習訓練と修理に日々を費やすこととなった。1905年1月1日に旅順艦隊が降伏すると、第1太平洋艦隊本体の消滅によりウラジオストク巡洋艦隊はその名を引き継いで太平洋巡洋艦隊（Отряд крейсеров в Тихом океане）と名を改めた。
1905年5月7日には「ロシア」と「グロモボーイ」は修理を終え、日本列島近海へ軍事任務を帯びて出航した。そして、3日間の内に4隻のスクーナーを撃沈した。しかし、5月23日には定期的な哨戒航海において「グロモボーイ」が触雷、大破した。日本側はウラジオストクを目指していたバルチック艦隊を撃滅させる最後の手段として5月半ば、ウラジオストク港外に機雷を設置していたのである。またバルチック艦隊も27 - 28日の日本海海戦で敗れ、2等巡洋艦「アルマース」、水雷艇（駆逐艦）「グローズヌイ」、「ブラーヴイ」の3隻のみがたどり着いた。
1905年夏には、太平洋巡洋艦隊は艦船独立分遣隊（Отдельный отряд судов）の指揮権下に入り、ウスリー湾の防備に当たることとなった。司令官は、ウラジオストク港のニコライ・グレーヴェ海軍少将が就任した。日本海海戦生き残りの3隻も分遣隊に編入された。
終戦後の11月11日には、海軍参謀司令部より「ボガトィーリ」、「グロモボーイ」、「ロシア」は南週航路経由でバルト海へ帰還するよう指令が出た。リーバウへ到着したのち、1906年3月30日には合同分遣隊は解散され、艦船はバルト艦隊へ編入された。

## 評価
ウラジオストク巡洋艦隊は、戦時において優れた戦績を残した。遂行した作戦は日本海において6回、太平洋において1回、旅順艦隊の脱出作戦で1回であった。特に通商破壊においては目覚しい戦果があり、輸送船3隻、蒸気船5隻、スクーナー8隻、武器密輸を行っていた蒸気船2隻を撃沈した、その中には、3200 tの「和泉丸」、6175 tの「常陸丸」が含まれた。また、合わせて4隻の蒸気船とスクーナーを洋上で拿捕し、戦利艦としてウラジオストクへ回航させた。旅順へは1000 人以上の将兵を上陸させ、280 mm砲弾18 発を揚陸した。
ウラジオストク巡洋艦隊のこうした働きにより、日本は日本海上の物資輸送を諦めざるを得なくなった。また、日本は重要戦略地点である旅順から遙かに離れた朝鮮海峡に、第2艦隊という相当の戦力を割かざるを余儀なくされた。

## 名称
艦隊は、一般に「ウラジオストク巡洋艦隊」または「ウラジオストク巡洋艦分遣隊」と呼ばれるが、正式には時期によっていくつかの名称を持っている。
太平洋艦隊巡洋艦分遣隊 / Отряд крейсеров эскадры Тихого океана
艦隊編成当初の名称。
太平洋艦隊巡洋艦隊独立巡洋艦分遣隊 / Отдельный отряд крейсеров флота Тихого океана
1904年2月25日からの名称。
第1太平洋艦隊独立巡洋艦分遣隊 / Отдельный отряд крейсеров 1-й эскадры Тихого океана
1904年5月12日からの名称。
太平洋における巡洋艦分遣隊 / Отряд крейсеров в Тихом океане
1904年12月20日からの名称。旅順の艦隊が事実上消滅したため。

## 艦船

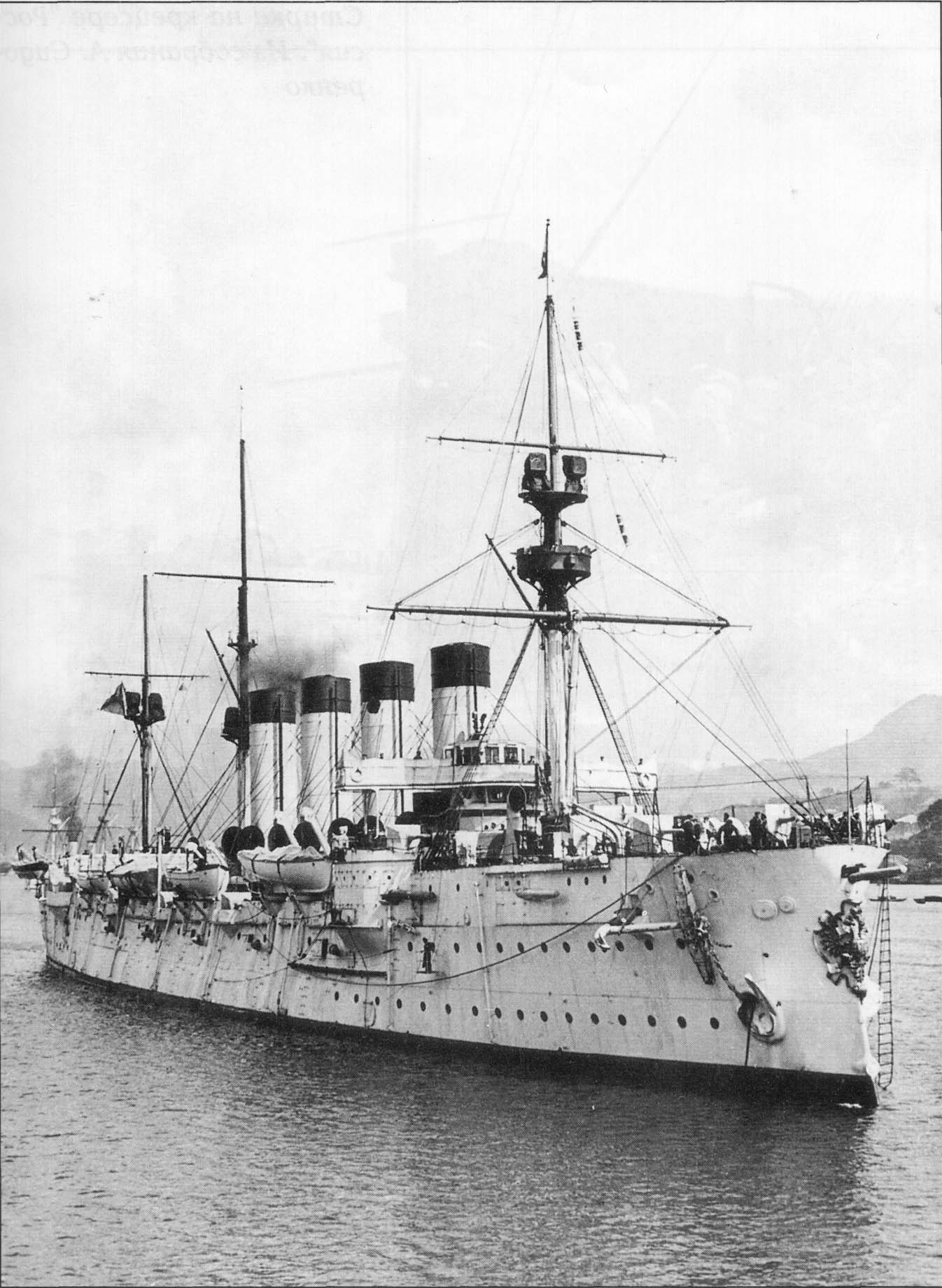
1等装甲巡洋艦「ロシア」
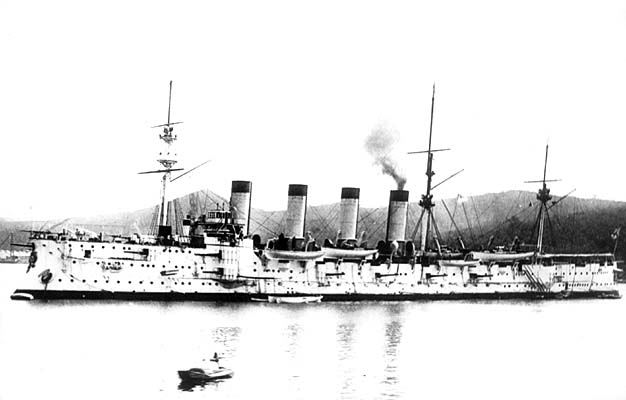
1等装甲巡洋艦「グロモボーイ」
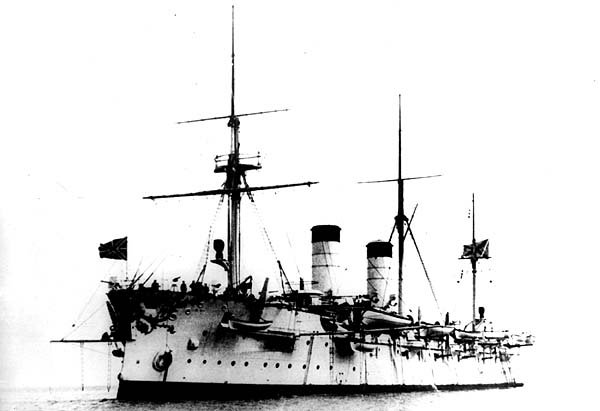
1等装甲巡洋艦「リューリク」
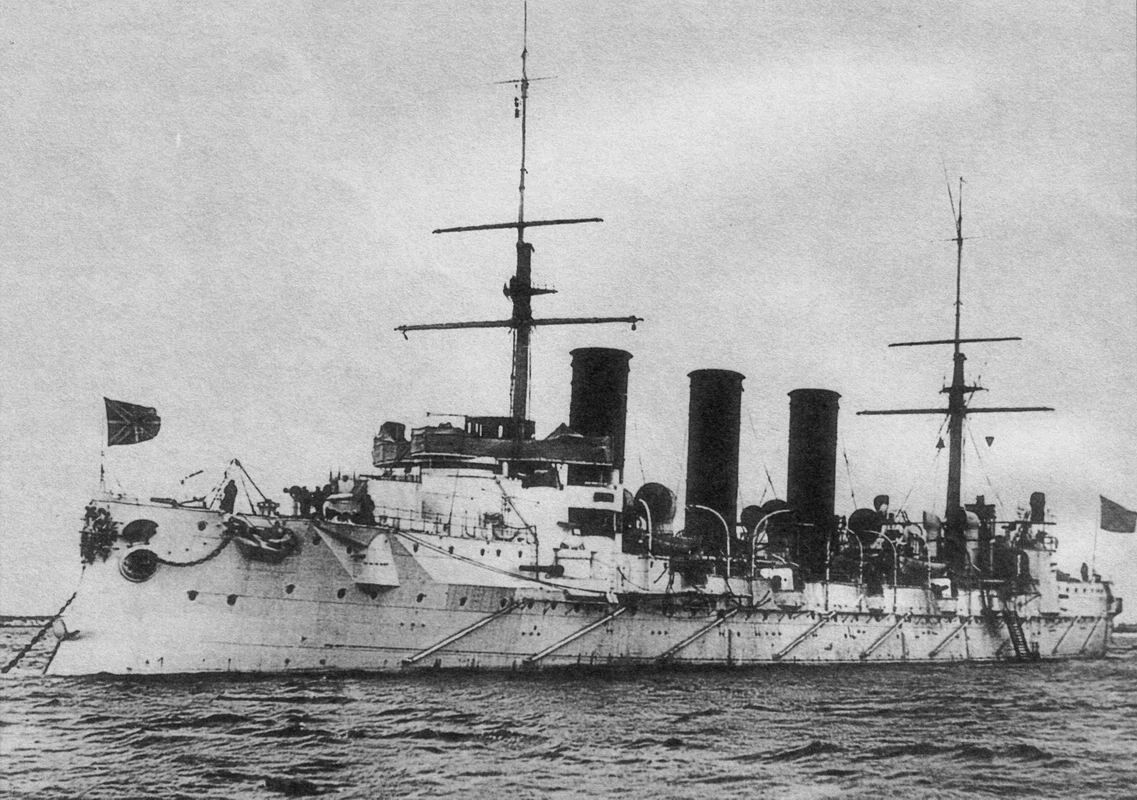
1等防護巡洋艦「ボガトィーリ（英語版）」
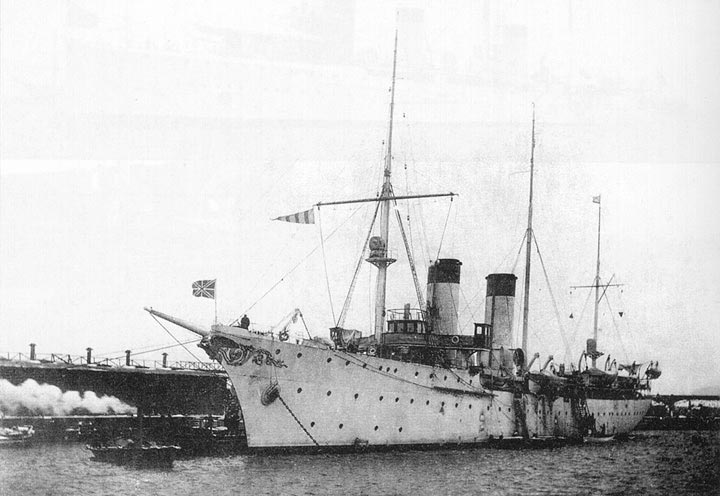
2等巡洋艦「アルマース」
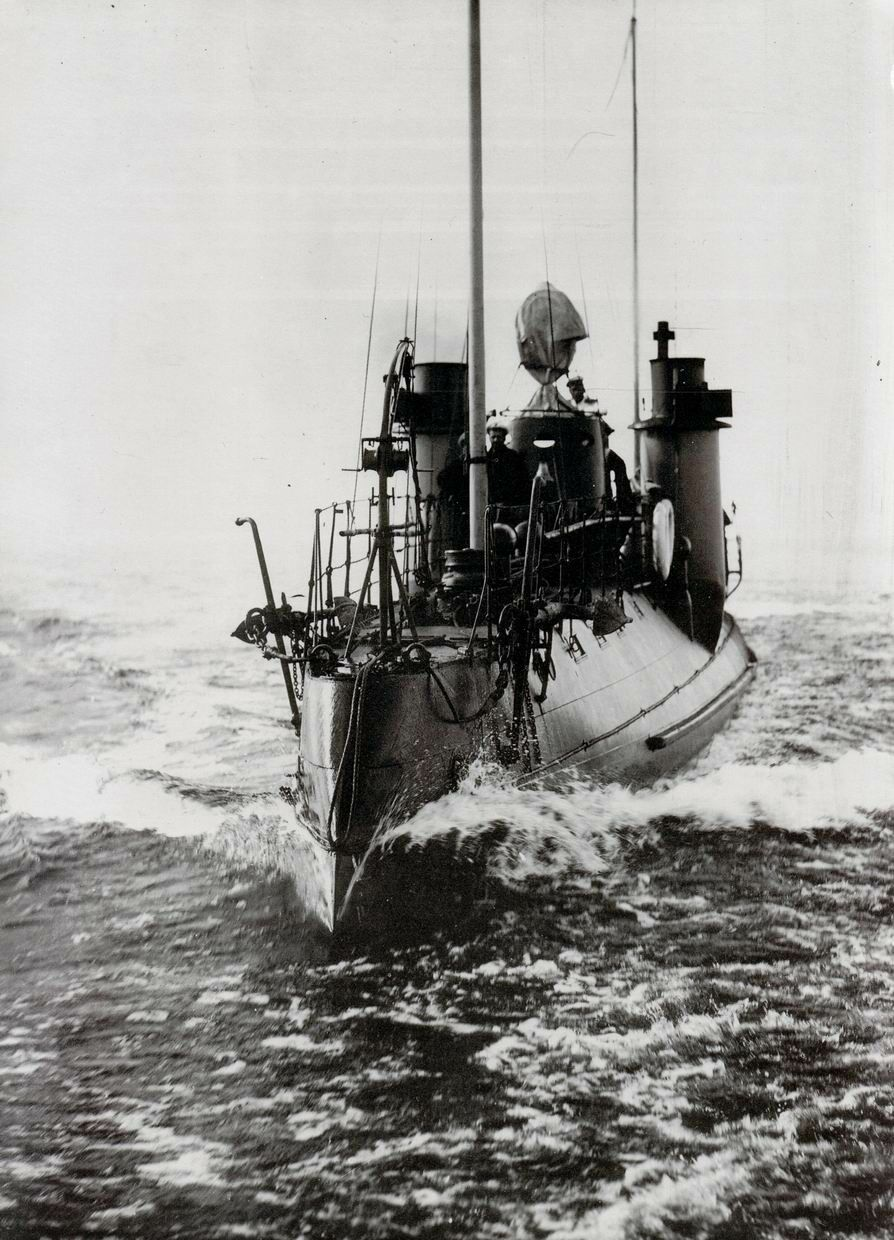
第203号水雷艇（但し、画像は「ナルゲン」時代）
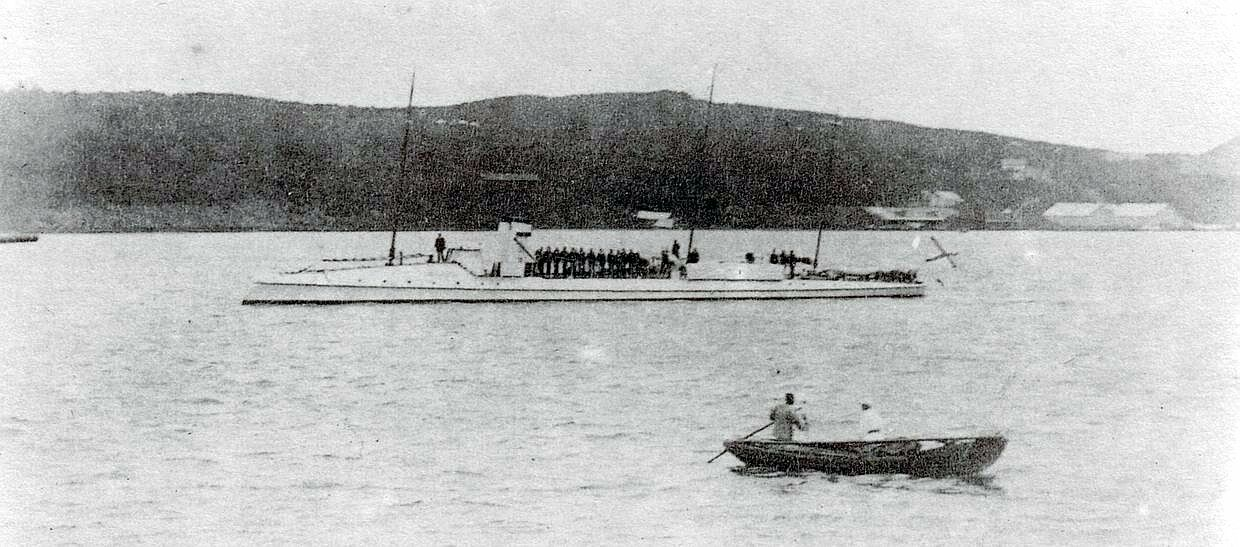
第204号水雷艇
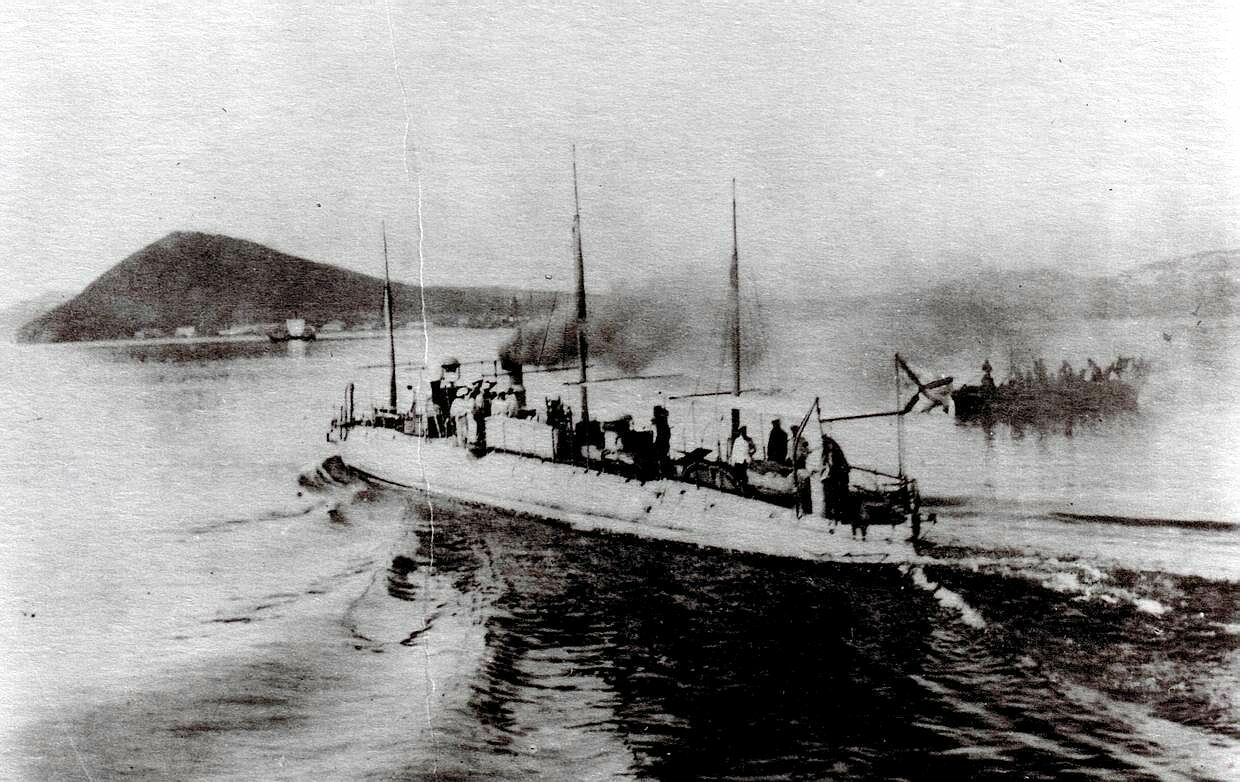
第205号水雷艇
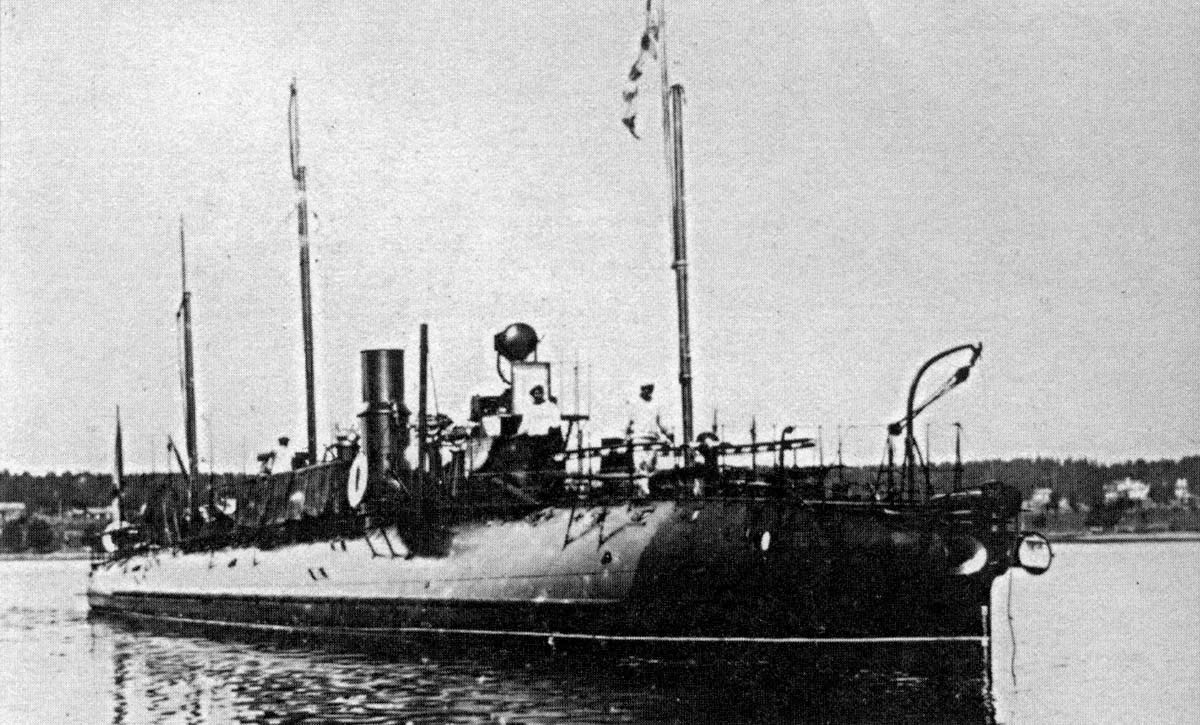
第206号水雷艇（但し、画像は「レーヴェリ」時代）
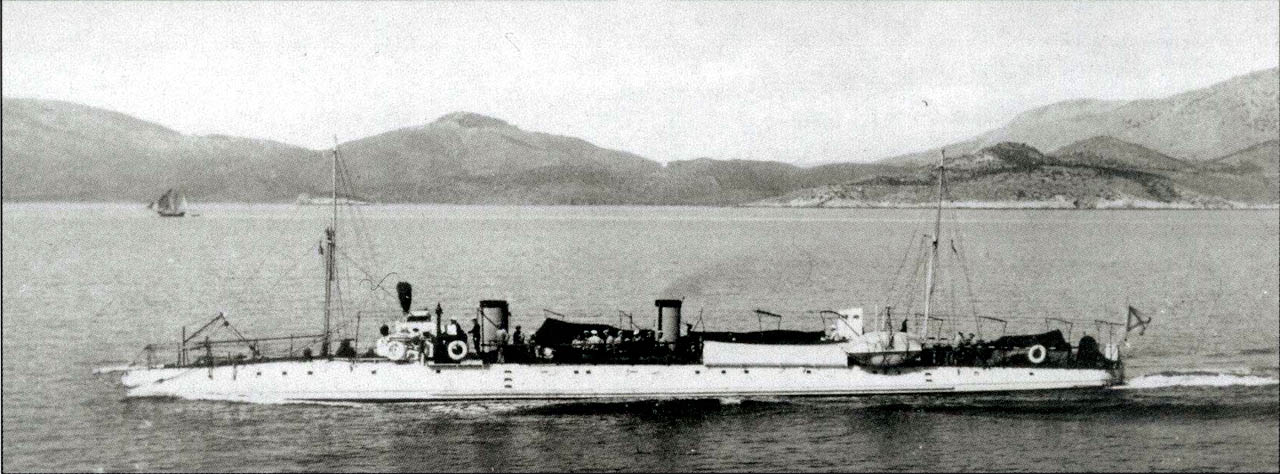
第208号水雷艇
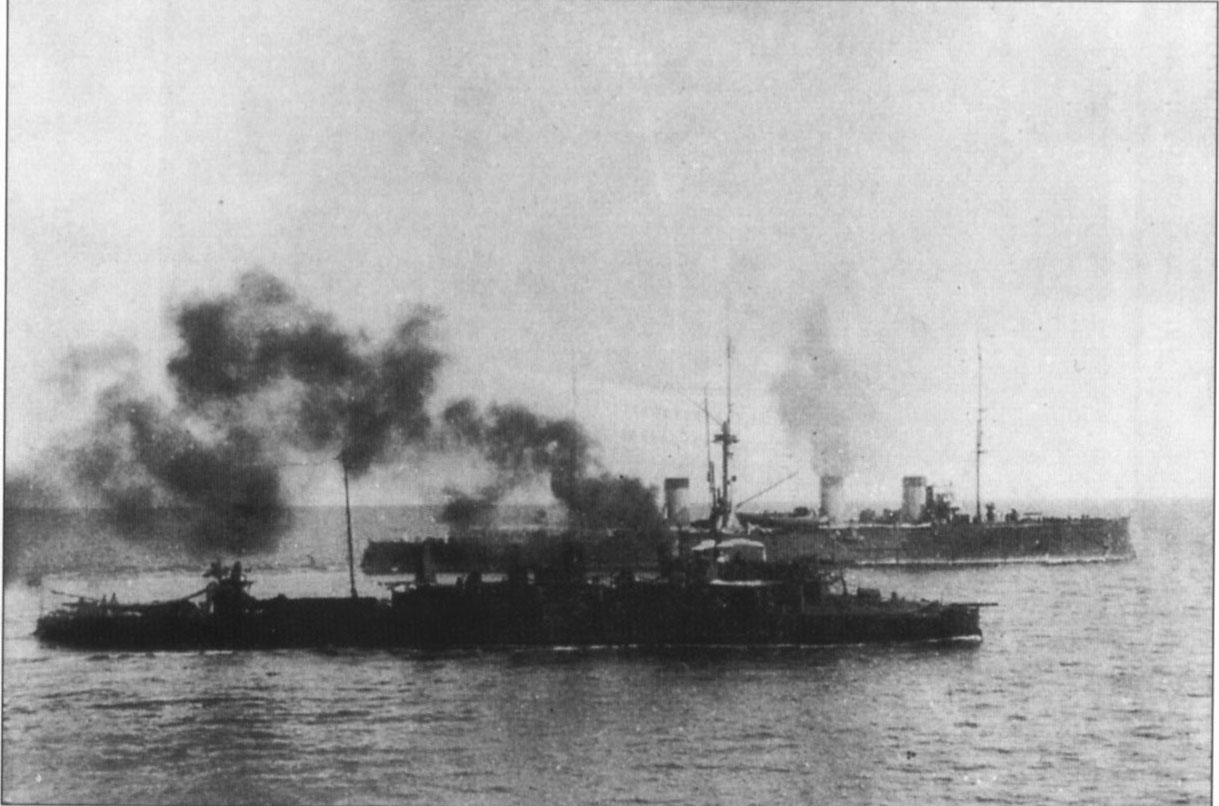
水雷艇（駆逐艦）「グローズヌイ（ロシア語版）」（手前）
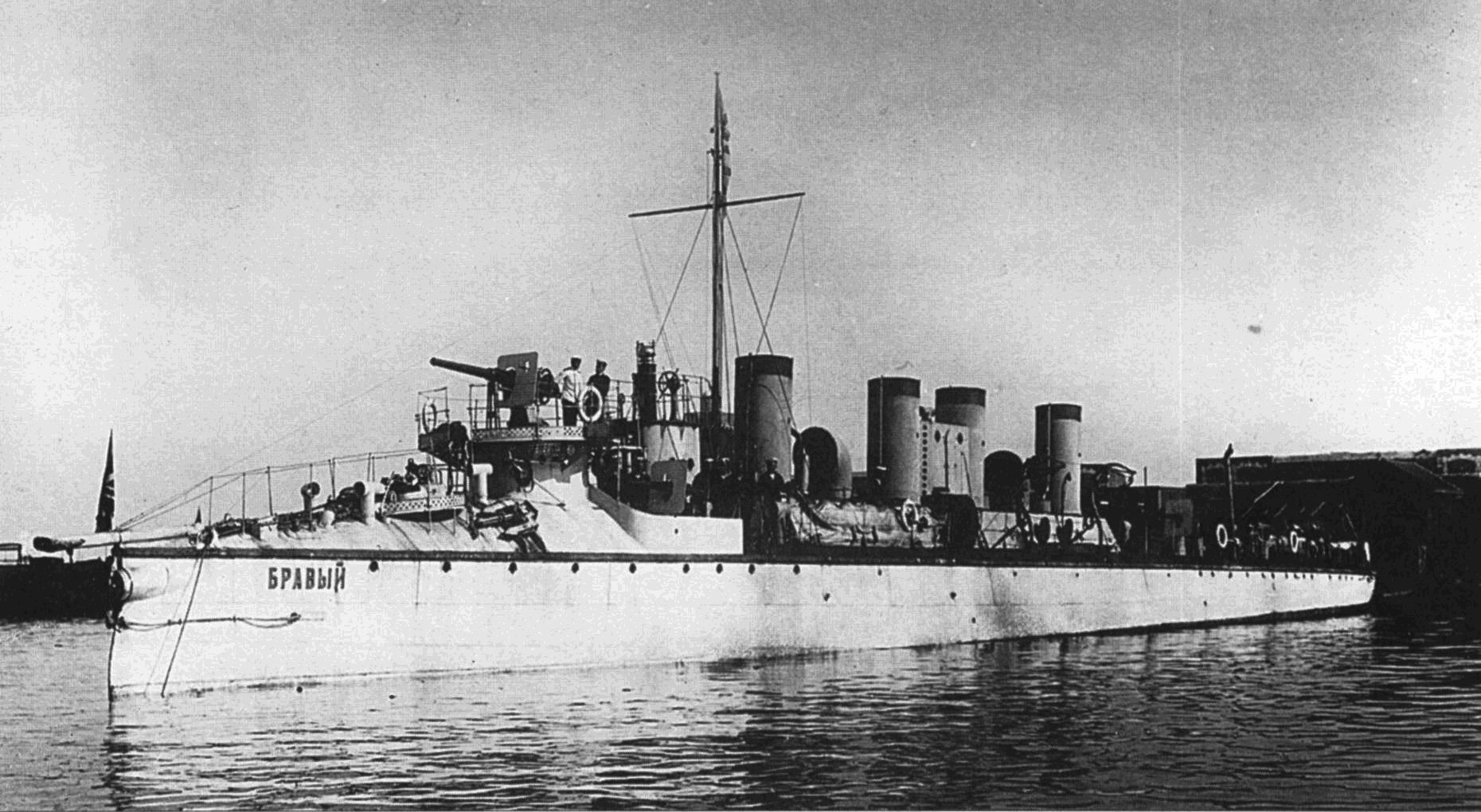
水雷艇（駆逐艦）「ブラーヴイ（ロシア語版）」

日露戦争開戦時の編成
- 1等巡洋艦
  - 装甲巡洋艦「ロシア」 - капитан 1 ранга К. П. Арнаутов
  - 装甲巡洋艦「グロモボーイ」 - капитан 1 ранга Н. Д. Дабич
  - 装甲巡洋艦「リューリク」 - капитан 1 ранга Е. А. Трусов
  - 防護巡洋艦「ボガトィーリ（英語版）」（「ボガトィーリ」級（ロシア語版）） - капитан 1 ранга А. Ф. Стемман 2-й
- 補助巡洋艦
  - 補助巡洋艦「レーナ」 - капитан 2 ранга А. И. Берлинский
- 水雷艇
  - 第201号水雷艇（「アーボ」級（ロシア語版））
  - 第202号水雷艇（「アーボ」級）
  - 第203号水雷艇（「スーンガリ」級）
  - 第204号水雷艇（「スーンガリ」級）
  - 第205号水雷艇（「レーヴェリ」級）
  - 第206号水雷艇（「レーヴェリ」級）
  - 第208号水雷艇（ロシア語版）（「ペールノフ」級（ロシア語版））
  - 第209号水雷艇（ロシア語版）（「ペールノフ」級）
  - 第210号水雷艇（ロシア語版）（「ペールノフ」級）
  - 第211号水雷艇（ロシア語版）（「ペールノフ」級）